# A Tear for the Ghetto
Albums de Group Home
Livin' Proof
(1995) Where Back
(2008)
Singles
1. The Legacy
Sortie : 1999
2. Make It in Life
Sortie : 1999
3. Stupid Muthafuckas
Sortie : 1999

A Tear for the Ghetto est le deuxième album studio de Group Home, sorti le 1er juin 1999.

## Liste des titres
| No  | Titre                                                 | Contient un (des) sample(s) de | Durée |
| --- | ----------------------------------------------------- | ------------------------------ | ----- |
| 1.  | Tear Shit Down                                        |                                | 3:31  |
| 2.  | Da Real GH                                            |                                | 4:06  |
| 3.  | Stupid Muthafuckas                                    |                                | 4:37  |
| 4.  | Street Life                                           |                                | 1:57  |
| 5.  | Sun for a Reason                                      |                                | 4:04  |
| 6.  | The Legacy (featuring Gang Starr)                     |                                | 4:01  |
| 7.  | Run for Your Life (featuring Agallah)                 |                                | 4:21  |
| 8.  | Make It in Life                                       |                                | 4:42  |
| 9.  | A Train X-Press                                       |                                | 3:50  |
| 10. | Be Like That (featuring Big Shug et Guru)             | Funky Worm des Ohio Players    | 4:40  |
| 11. | Dial-A-Thug (featuring Mike Epps et Dominique Witten) |                                | 3:51  |
| 12. | Politic All Night                                     |                                | 1:22  |
| 13. | Keep Rising                                           |                                | 4:23  |
| 14. | We Can Do This                                        |                                | 3:37  |
| 15. | 12 O'Clock                                            |                                | 4:09  |
| 16. | Oh Sweet America                                      |                                | 3:59  |
| 17. | Breaker 1-9                                           |                                | 3:12  |
| 18. | Beefin' for Rap                                       |                                | 2:38  |
| 19. | Game Recognize Game                                   |                                | 1:42  |
| 20. | Life Ain't Shit                                       |                                | 4:36  |